# 陸子明
陸子明（1505年—1546年），字東卿，號白菴，直隸常州府無錫縣人，軍籍，明朝政治人物。

## 生平
嘉靖十三年（1534年）甲午科應天府鄉試第一百三十五名舉人。嘉靖十四年（1535年）中式乙未科會試第三十八名，登第三甲第一百五十六名進士。次年授中书舍人，调升户部员外郎、郎中，督解辽阳军饷，巡视甲乙等十庫，监收太仓粮储，催理两浙逋税，出为广东按察司佥事，整饬岭西兵备。二十五年入觐京师途中，卒于浙江舟中，享年四十二歲。

## 家族
曾祖陸昌祚；祖父陸綸；父陸介，浙江天台县学训导，调江西会昌县学教諭，贈中书舍人。前母鄧氏；母范氏。慈侍下。兄陸時，遇例冠帶；陆昕，字辰卿。